# Баріонні зорі
Гіпотетичні надгусті небесні тіла, складені з важких елементарних частинок — так званих баріонів (нуклонів і гіперонів).

## Загалье понаття
Вченим зараз відомі надгусті конфігурації, якими є такі тіла Всесвіту, як білі карлики, густина яких дорівнює 104 — 106 г/см3, та нейтронні зорі, з якими ототожнено пульсари. Густина останніх — 1014 г/см3. Тіла Всесвіту з ще більшою густиною(p ≥ 1015 г/см3) вчені назвали саме баріонними зорями. На їхню думку, баріонна зоря складається з гіперонного ядра, в якому зосереджена її основна маса, проміжного нейтронного шару і оболонки з виродженного електронно-протонного газу.
Вчені розрахували і граничну масу баріонної зорі та її радіус. Виявилося, що вони становлять відповідно 1,7M та 10 км. Можливо, що баріонні зорі є якоюсь кінцевою стадією в процесі еволюції зір.